# IWA Rechenschieberfabrik

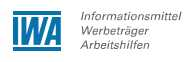
Logo der IWA

Die IWA Rechenschieberfabrik wurde 1924 von E. Willi unter dem Namen Dipl.-Ing. E. Willi GmbH in Stuttgart gegründet. Zu Anfang stellte sie Rechenschieber her.

## Geschichte und Produkte
1926 wurde die Firma unter Teilhaberschaft von Franz Riehle in IWA – Rechenschieberfabrik F. Riehle GmbH umbenannt. 1929 zog die Firma nach Esslingen am Neckar. Seit 1964 wird die Firma von dessen Sohn Harald Riehle geführt. Riehle war lange Jahre Präsident der ASU (Arbeitsgemeinschaft Selbständiger Unternehmer). Der Firmensitz befindet sich aktuell (Stand 2018) in Denkendorf (Württemberg) und das Unternehmen wird neben Harald Riehle durch Franz Riehle als zweiten Geschäftsführer geleitet.
Das Kürzel IWA bedeutet zunächst Ingenieurbüro für wirtschaftliches Arbeiten, wurde aber später (ab 1971) in Informationsmittel, Werbeträger, Arbeitshilfen bzw. Information media, Working aids, Addvertising supports umgewidmet. Die aktuelle englische Bezeichnung lautet Information tools, Working aids, Advertising carriers.
Zu Anfang wurden die Rechenschieber aus Pappe gefertigt. Bereits 1925 benutzte man auch Plastik, teilweise auch Aluminium und Messing. Vor dem Zweiten Weltkrieg wurden ca. 10.000 Datenschieber pro Jahr produziert. Die Produktion stieg in den 1950ern auf 100.000 Stück und Ende der 1990er Jahre auf 1,5 bis 2 Millionen pro Jahr. Im Zeitraum vom Ende des Zweiten Weltkriegs bis 1997 wurden über 3800 unterschiedliche Modelle gefertigt.

## Spiele
Neben Rechenschiebern produzierte die Firma in den 1970er Jahren auch einige Gesellschaftsspiele:
- 1969 Bigboss (ab 1970 Hallo Boss, ab 1972 Playboss) von Harald Riehle
- 1971 das (nach der UNO benannte) Brettspiel Das UNO-Spiel – Ein aufregendes Tauziehen um Präsidentensessel, Wirtschaftsmacht, Entwicklungshilfe und öffentliche Meinung! von Waldemar Lentz unter der Produktnummer „IWA Spiel 0220“; ausgestattet u. a. mit einem großen aufklappbaren Spielbrett, 9 verschiedenen Typen Spielplättchen, 5 verschiedenen Typen Spielkärtchen (Ehrenmannkärtchen, Glücks- und Pechkarten) sowie Geldscheinen („Dublonen“) in 5 Stückelungen.
- 1971 Umweltschutz
- 1973 Codicod